# Al-Zubayr Rahma

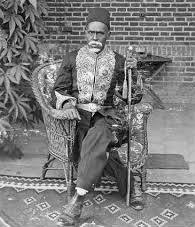
Al-Zubayr Rahma (1900)

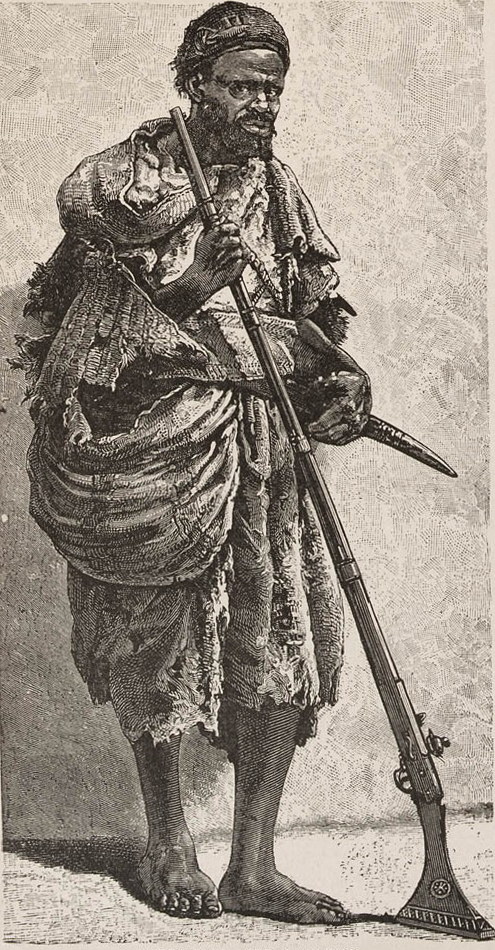
al-Zubayr Rahma (1889)

Al-Zubayr Rahma Mansur Pascha, auch Zobeir Pascha, Zubehr Pascha oder Siber-Rachama-Gjimme-Abi (arabisch الزبير رحمة منصور, DMG az-Zubair Raḥma Manṣūr; * 1830; † 1913) war ein Sudanesischer Sklavenhändler und militärischer Führer.

## Leben
Al-Zubayr war ein mächtiger Elfenbein- und Sklavenhändler in Zentralafrika im Gebiet des heutigen Sudan und des Tschad. Er verfügte über eine mehrere Tausend Mann starke Armee. Ab 1869 beherrschte er Bahr al-Ghazal. 1873 bekämpfte er erfolgreich die ägyptische Streitmacht, die unter Ballal Bey nach Bahr al-Ghazal geschickt worden war. Der Khedive von Ägypten gestand daraufhin seine Niederlage ein und machte die Region zu einer offiziellen ägyptischen Provinz mit al-Zubayr als Gouverneur.
1873 griff al-Zubayr das Fur-Sultanat, damals noch ein unabhängiges Reich im westlichen Sudan, an. Bei Manawaki tötete er den Fur-Sultan Ibrahim Mohammed Hussein und eroberte bis 1874 dessen Reich für die Ägypter. Khedive Ismail Pascha ernannte ihn dafür zum Pascha.
1877 diente al-Zubayr in einem ägyptischen Kontingent im Russisch-Osmanischen Krieg in Rumelien. Im selben Jahr wurde Gordon Pascha Generalgouverneur Sudans. Am 4. August 1877 wurde eine Vereinbarung zwischen Ägypten und dem Vereinigten Königreich abgeschlossen, die den Sklavenhandel schrittweise unterbinden sollte. Im Juni 1878 initiierte al-Zubayr einen Aufstand der Sklavenhändler. Sein Sohn Suleiman führte den Aufstand an, da al-Zubayr in Kairo festgehalten wurde. Gordon und der aus Italien stammende Gouverneur von Bahr-el-Gazal, Gessi, konnten den Aufstand niederschlagen. Suleiman wurde im Juli 1880 standrechtlich erschossen.
Obwohl Gordon ursprünglich die Deportation al-Zubayrs nach Britisch-Zypern gefordert hatte, bat er die ägyptische Regierung nach Ausbruch des Mahdi-Aufstandes, dass al-Zubayr ihn begleiten solle. Am 26. Januar 1884 trafen deshalb Gordon und al-Zubayr in Gegenwart von Evelyn Wood, Giegler Pascha und Evelyn Baring, zusammen. Am 8. März telegraphierte Gordon, der inzwischen nach Khartum gereist war: „Wenn Sie Zubehr nicht senden, gibt es keine Aussicht, die Garnison wegzubringen.“ Weil sie keinen ehemaligen Sklavenhändler an der Spitze des Sudan sehen wollte, lehnte es die ägyptische Regierung aber ab, al-Zubayr einzusetzen.
Wie von Gordon vorausgesagt, misslang der folgende Rettungsversuch der ägyptischen Garnison aus Khartum. Gordon wurde dort von den Mahdisten eingeschlossen. Diese Belagerung endete, nach dem Scheitern der britischen Gordon Relief Expedition, mit dem Tod Gordons. 1885 wurde al-Zubayr wegen vermuteter Unterstützung der Mahdisten in Kairo verhaftet und nach Gibraltar gebracht. 1887 durfte er nach Kairo und 1899, nach der Niederschlagung des Mahdi-Aufstandes, in den Sudan zurückkehren.

## Rezeption
In dem Film Khartoum von 1966 spielte Zia Mohyeddin die Figur des al-Zubayr.